# Філ Манзанера
Філ Манзанера (англ. Phil Manzanera) (31 січня 1951, Лондон) — британський рок-музикант.

## Біографія
У дитинстві майбутній гітарист жив в декількох латино-американських державах. У вісім років, проживаючи в Венесуелі, музикант захопився грою на електричній гітарі. Вплив на нього мала як латино-американська, так і рок-н-рольна музика .   
Філу було п'ятнадцять, коли в навчальному закладі біля університету, він заснував колектив Pooh and the Ostrich Feather. Новоявлена група виконувала рок з психоделічним ухилом. Пізніше склад був перейменований на Quiet Sun і пішов у прогресивний напрямок рок-музики.   
Через шість років група Манзанери розпалася, і він приєднався до Roxy Music. У ті часи її учасники якраз були зайняті створенням своєї першої платівки. Філ брав участь в розробці кожного альбому «класичної» стадії колективу.   
У 1974 році, після створення платівки Country Life, Філ зайнявся записом свого дебютного багатоінструментального альбому Diamond Head. До того моменту він вже доклав руку до індивідуальному творчості кількох своїх товаришів з групи Roxy Music. Крім цього, Філ взяв участь у записі альбому під назвою Mainstream для колективу Quiet Sun.   
З тих пір Філ Манзанера суміщав сольну кар'єру, роботу в колективі і сторонні проекти. У 1977 році він створив групу 801, потім гастролював разом з Брайаном Феррі. Після того, як Roxy Music розпалася, Філ став творцем дуету The Explorers. В наступному творчості він співпрацював з багатьма відомими рок-виконавцями.

## Джерело
- Біографія музиканта